# 布特山

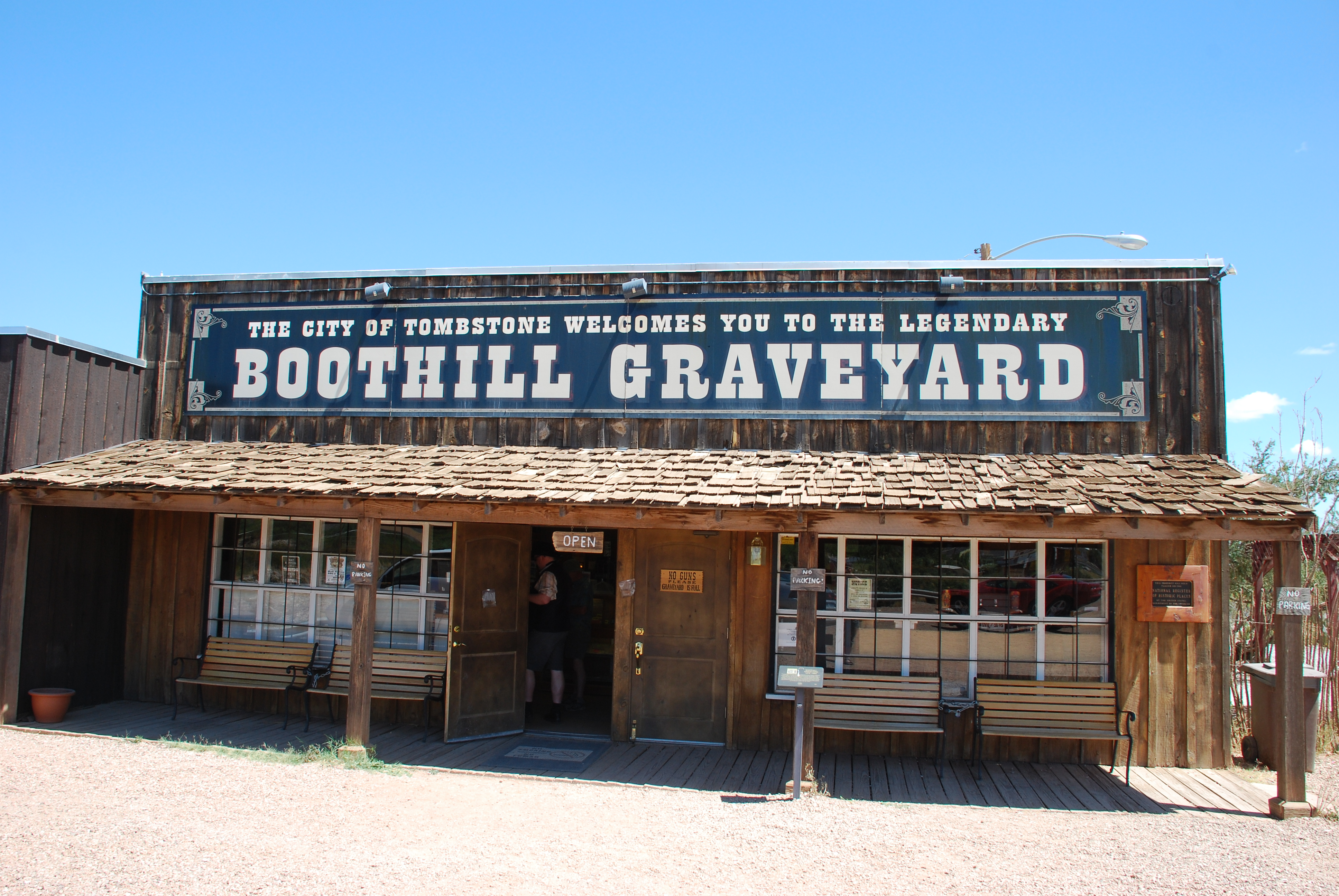
美国亚利桑那州墓碑镇的布特山公墓入口

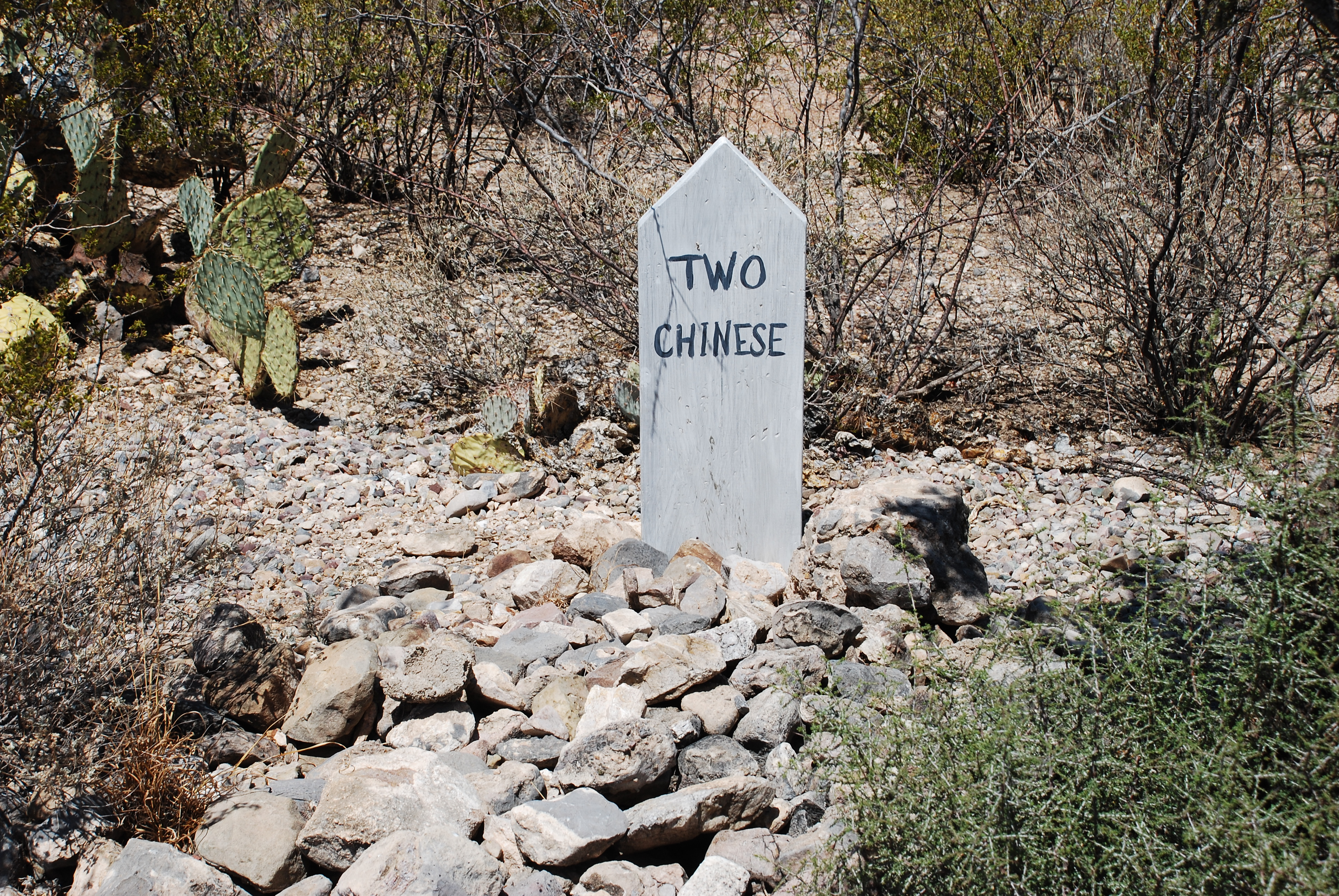
墓碑镇布特山公墓内的“两个中国人”的墓

布特山（英語：Boothill）是许多墓地的名字，主要出现在美国西部。 在19世纪，这是一个常见的名字，用来称呼枪手的墓地，或者那些“穿着靴子死去的人”，也就是死于暴力的人。
美国最著名的这一名称的公墓位于亚利桑那州墓碑镇。而第一个起这一名称的公墓则位于堪萨斯州海思。另有一个“布特山博物馆”位于美国堪萨斯州。